# Georg Cavallar
Georg Cavallar (* 22. April 1962 in Wien) ist ein österreichischer Historiker. Er ist Universitätsdozent für moderne Geschichte am Institut für Geschichte an der Universität Wien, Buchautor und unterrichtet Englisch, Geschichte, Sport, Philosophie und Psychologie am Wiener Wasagymnasium.

## Leben
Georg Cavallar stammt aus der altösterreichischen Offiziersfamilie Cavallar von Grabensprung. Er wuchs in Wien auf als jüngster Sohn des Herbert Kamillo Lothar Ritter Cavallar von Grabensprung (* 14. März 1912 zu Sarajewo, Österreich-Ungarn; † 27. März 2007 in Wien, Österreich) und dessen Gemahlin Maria-Christina Ernestine Wilhelmina geb. Freiin Cavallar von Grabensprung (* 4. Feber 1928 zu Altenberg bei Iglau, Tschechoslowakei; † 27. September 2003 in Wien, Österreich). Cavallar besuchte dort die Volksschule Lange Gasse 36 im 8. Bezirk und danach das Schottengymnasium, wo er 1980 mit Auszeichnung maturierte.
Er leistete seinen Präsenzdienst als Einjährig-Freiwilliger in der Julius-Raab-Kaserne bei Mautern an der Donau ab. Darauf folgend belegte Cavallar die Lehramtsstudien Geschichte und Sozialkunde (Hauptfach), English (Nebenfach) sowie Philosophie, Psychologie, Pädagogik (Erweiterungsstudium) mit den Abschlüssen Mag. phil. (1986) und Dr. phil. (1989) an der Universität Wien. Das Dissertationskomitee setzte sich aus den Professoren Alfred Ebenbauer, Moritz Csáky und Johann Mader zusammen. 1990 bis 1991 verbrachte er am Department of Philosophy, Rensselaer Polytechnic Institute, Bundesstaat New York im Rahmen eines von Herta Nagl-Docekal geleiteten Forschungsprojekts, das vom Fonds zur Förderung wissenschaftlicher Forschung finanziert wurde. 1991 begann er seine Tätigkeit als AHS-Lehrer. Im Studienjahr 1998-9 forschte er als Schrödingerstipendiat am Department of Political Science der University of California, Riverside über das philosophische Völkerrecht. 2003 habilitierte er sich im Fachbereich Neuere Geschichte an der Universität Wien.
Cavallar hat Lehraufträge am Institut für Philosophie und ist Lehrbeauftragter des postgradualen Europalehrgangs an der Universität Wien. Seine Forschungsschwerpunkte sind die Rechtsphilosophie Kants, die Geschichte des Völkerrechts und des Kosmopolitismus, kosmopolitische Bildung und die europäische Aufklärung. Zudem schreibt er regelmäßig Gastkommentare und Rezensionen bei österreichischen Zeitungen wie Der Standard, Die Furche oder die Wiener Zeitung.
Cavallar ist verheiratet und Vater von drei erwachsenen Kindern. Tochter Valentina Cavallar ist ehemalige Ruderin und seit 2024 Profiradfahrerin. Zu Cavallars Vorfahren zählen der böhmische Militär-Maria-Theresien-Ritter Wilhelm Cavallar von Grabensprung sowie der mährische Industrielle Theodor Kern.

## Monographien
- Pax Kantiana. Systematisch-historische Untersuchung des Entwurfs „Zum ewigen Frieden“ (1795) von Immanuel Kant.  Wien, Köln, Weimar: Böhlau-Verlag, 1992.
- Kant and the Theory and Practice of International Right. Cardiff: University of Wales Press, 1999.
- The Rights of Strangers: Theories of international hospitality, the global community, and political justice since Vitoria. Aldershot: Ashgate, 2002.
- Die europäische Union – Von der Utopie zur Friedens- und Wertegemeinschaft. Wien: Lit, 2006.
- Imperfect cosmopolis: studies in the history of international legal theory and cosmopolitan ideas. Cardiff: University of Wales Press, 2011.
- Kant’s Embedded Cosmopolitanism: History, Philosophy and Education for World Citizens. Kantstudien-Ergänzungshefte Bd. 183. Berlin, Boston: de Gruyter, 2015.
- Theories of Dynamic Cosmopolitanism in Modern European History. Oxford: Peter Lang, 2017.
- Islam, Aufklärung und Moderne. Ein Plädoyer. Stuttgart: Kohlhammer, 2017.
- Gescheiterte Aufklärung?: Ein philosophischer Essay. Stuttgart: Kohlhammer, 2018.
- Kant and the Theory and Practice of International Right. Second, revised edition, Cardiff: University of Wales Press, 2020.
- Philosophieren. Philosophie für die 8. Klasse AHS. Wien: Hölder-Pichler-Tempsky, 2020.
- Weltgeschehen. Geschichte und politische Bildung, Band 2. Wien: Hölder-Pichler-Tempsky, 2022 (zusammen mit Albrecht Bauer und Clemens Ottawa).
- Psycho-logisch. Psychologie für die 7. Klasse AHS. Wien: Hölder-Pichler-Tempsky, 2022.
- Weltgeschehen. Geschichte und politische Bildung, Band 3. Wien: Hölder-Pichler-Tempsky, 2023 (zusammen mit Albrecht Bauer).
- Weltgeschehen. Geschichte und politische Bildung, Band 4. Wien: Hölder-Pichler-Tempsky, 2024 (zusammen mit Albrecht Bauer).
- Auf dem Weg zur Moral. Immanuel Kant und die Fahrprüfung des Denkens. Wien: Leykam, 2024.